# Alpska liga 1992/93
Alpska liga 1992/93 je bila druga sezona Alpske lige. Naslov prvaka je osvojil klub HC Alleghe, ki je v finalu premagal HC Bolzano. 

## Redni del
| Poz | Klub             | OT | TOČ | Z  | N | P  | DG  | PG  | GR  |
| --- | ---------------- | -- | --- | -- | - | -- | --- | --- | --- |
| 1   | HC Devils Milano | 30 | 48  | 23 | 2 | 5  | 147 | 77  | +70 |
| 2   | EC VSV           | 30 | 45  | 20 | 5 | 5  | 138 | 89  | +49 |
| 3   | HC Bolzano       | 30 | 40  | 18 | 4 | 8  | 160 | 105 | +55 |
| 4   | HC Alleghe       | 30 | 39  | 16 | 7 | 7  | 133 | 111 | +22 |
| 5   | EC Graz          | 30 | 39  | 19 | 1 | 10 | 171 | 123 | +48 |
| 6   | VEU Feldkirch    | 30 | 36  | 16 | 4 | 10 | 131 | 111 | +20 |
| 7   | Asiago Hockey    | 30 | 35  | 14 | 7 | 9  | 151 | 128 | +23 |
| 8   | HK Jesenice      | 30 | 34  | 14 | 6 | 10 | 129 | 114 | +15 |
| 9   | EK Zell am See   | 30 | 32  | 13 | 6 | 11 | 121 | 118 | +3  |
| 10  | EC KAC           | 30 | 30  | 12 | 6 | 12 | 122 | 116 | +6  |
| 11  | EV Innsbruck     | 30 | 25  | 10 | 5 | 15 | 129 | 162 | -33 |
| 12  | HC Pustertal     | 30 | 24  | 9  | 6 | 15 | 135 | 173 | -38 |
| 13  | HC Varèse        | 30 | 18  | 7  | 4 | 19 | 113 | 153 | -40 |
| 14  | HC Gherdeina     | 30 | 15  | 5  | 5 | 20 | 110 | 175 | -65 |
| 15  | HC Fiemme        | 30 | 10  | 5  | 0 | 25 | 119 | 197 | -78 |
| 16  | SHC Fassa        | 30 | 10  | 4  | 2 | 24 | 104 | 188 | -84 |

## Končnica

### Polfinale
| 19. december 1992 | HC Devils Milano | 3:8 | HC Alleghe | Stadthalle, Beljak |

| Poročilo tekme | Poročilo tekme | Poročilo tekme  | Poročilo tekme | Poročilo tekme |
| -------------- | -------------- | --------------- | -------------- | -------------- |
|                |                | (1:1, 1:1, 1:6) |                |                |

| 19. december 1992 | HC Bolzano | 1:5 | EC VSV | Stadthalle, Beljak |

| Poročilo tekme | Poročilo tekme | Poročilo tekme  | Poročilo tekme | Poročilo tekme |
| -------------- | -------------- | --------------- | -------------- | -------------- |
|                |                | (0:0, 0:1, 1:4) |                |                |

### Za tretje mesto
| 20. december 1992 | EC VSV | 5:4 | HC Devils Milano | Stadthalle, Beljak |

| Poročilo tekme | Poročilo tekme | Poročilo tekme  | Poročilo tekme | Poročilo tekme |
| -------------- | -------------- | --------------- | -------------- | -------------- |
|                |                | (3:1, 1:3, 1:0) |                |                |

### Finale
| 20. december 1992 | HC Bolzano | 4:7 | HC Alleghe | Stadthalle, Beljak |

| Poročilo tekme | Poročilo tekme | Poročilo tekme  | Poročilo tekme | Poročilo tekme |
| -------------- | -------------- | --------------- | -------------- | -------------- |
|                |                | (2:1, 1:3, 1:3) |                |                |